# Kasteel Knippenburg
Kasteel Knippenburg in Bottrop was een waterburcht aan de rivier de Emscher in Noordrijn-Westfalen in Duitsland en werd bewoond door de familie Von Knippenburg.

## Oorsprong
Het eerste document betreffende het kasteel - of burcht - stamt uit 1385 en handelde over de aanbouw van een kapel aan het Castrum Knippenburg. Het kasteel werd onder andere bewoond door de familie Von Knippenburg. Volgens de historicus P.L. Devens was dit Brandenburgse riddergoed eigendom van de familie Knippenburg. Graaf Bruno von Knippenburg was de eerste bezitter.

## Het gebouw
De aan het water gelegen burcht was een degelijk bouwwerk met een klokkentoren. Deze bestond uit twee aangrenzende vleugels van twee verdiepingen. De noordvleugel met de klokkentoren was 33 meter lang en 8 meter breed en stamde uit de 16e eeuw. De zuidelijke vleugel stamde waarschijnlijk uit de 18e eeuw en had een afmeting van 21 bij 8 meter. Ook was er een huiskapel. De buitenmuren bestonden uit metselwerk en hadden een diameter van circa 1,75 meter. Als omlijsting werd zandsteen gebruikt. Het interieur bevatte veel decoratief schilderwerk.
Er bestaat er een gedicht waarin het kasteel beschreven wordt. Dit komt uit de familiegeschiedenis van de familie Luyken (1923):

### Schloß Knippenburg
Grau ragt und ernst ein Schloß empor;
Aus Fluren und uralten Bäumen;
Es öffnet sich freundlich das gastliche Tor;
Zu des Hauses stattlichen Räumen.
Und die Myrthe grünt und der Lorbeer rauscht;
Und Orangen wehen im Winde;
Und manch' ein freundliches Wort wird getauscht;
An der grünen duftigen Linde.
Doch auf der Terrasse, auf Garten und Park;
Ruht nicht nur poetisches Weben;
Es tönt das Wort durch Herzen und Mark;
Das Wort vom ewigen Leben;
Denn, wenn die Glocke des Turmes erschallt;
Hoch über der stillen Kapelle;
Dann ist die Rede des Mundes verhallt;
Wie des Baches fliehende Welle.
Tot het landgoed Knippenburg behoorden ook een terras, enkele vijvers, een paardenstal, een groententuin, een bos, het Temminghof of Knippenberghof en veel weidegrond. Het totale grondbezit was ruim 200 hectare.

## Oorlog en sloop
Tijdens de Tweede Wereldoorlog werd het kasteel zwaar beschadigd toen op de westervleugel een bom viel.
In 1962 werden de laatste rechtopstaande muren van de burcht gesloopt.
De metersdikke muren zouden nog problemen veroorzaken bij de sloop. Er was 25 kg springstof nodig en de laatste muren waren pas gesloopt na een goede 13 uur. Anno 2010 herinnert alleen nog een plaquette aan de burcht.